# Hersh Goldberg-Polin

Mural von Hersh Goldberg-Polin in Jerusalem

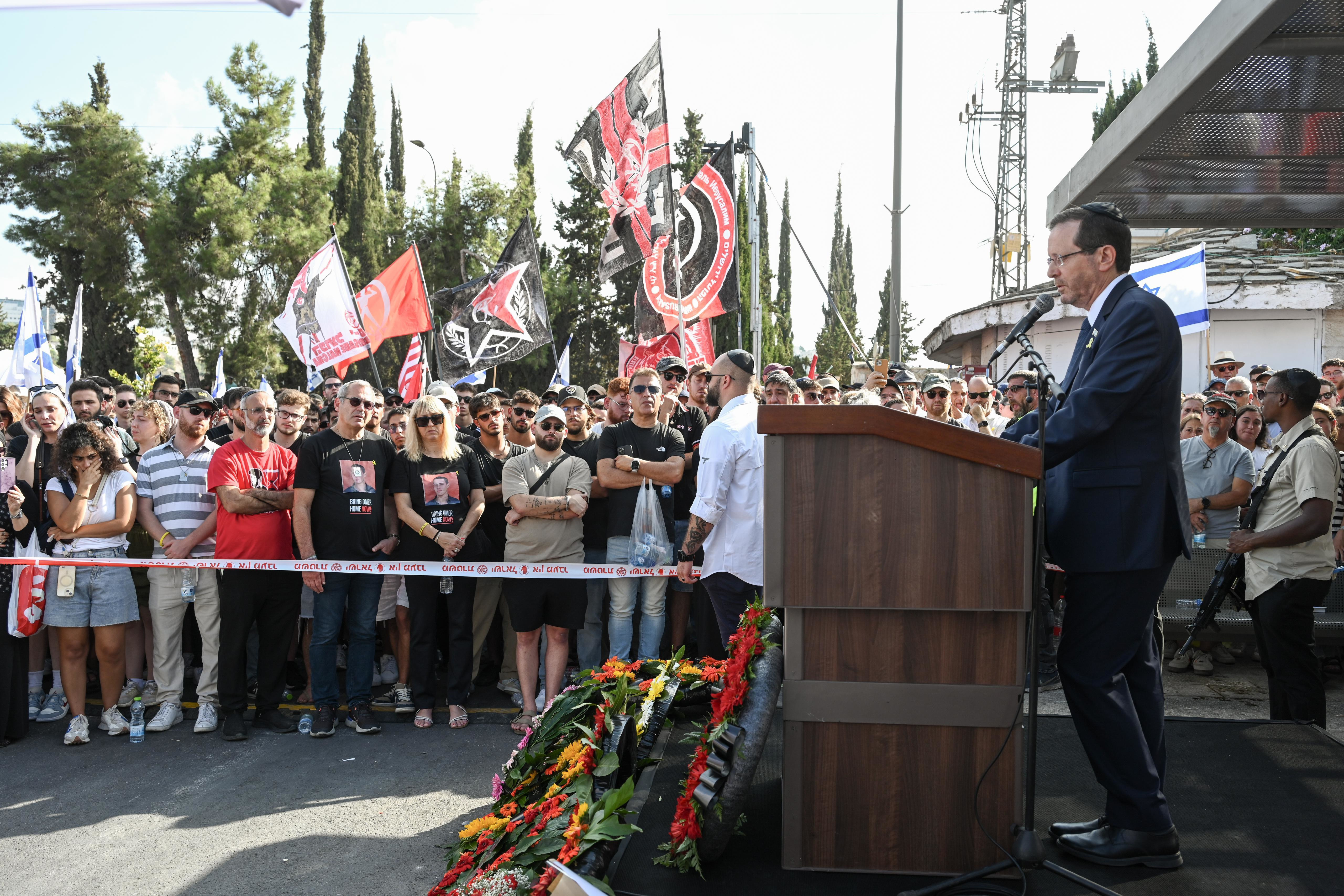
Das Begräbnis von Hersh Goldberg-Polin, der durch die Hamas in Geiselhaft ermordet wurde. 2. September 2024

Hersh Goldberg-Polin (hebräisch הרש גולדברג-פולין; geboren am 3. Oktober 2000 in Berkeley, Kalifornien; gestorben im August 2024 in Rafah) war ein amerikanisch-israelischer Mann. Er gehörte zu den mehr als 250 Menschen, die Terroristen der Hamas am 7. Oktober 2023 und folgenden Tagen als Geiseln in den Gazastreifen verschleppten. Er hatte das Nova-Musikfestival im Kibbuz Reʿim besucht. Ende August 2024 wurde er nach 330 Tagen in Geiselhaft im Gazastreifen ermordet und dort von israelischen Soldaten aufgefunden.

## Leben
Goldberg-Polin war der Sohn von Jon Polin und Rachel Goldberg, beide ursprünglich aus dem Raum Chicago. Er wurde in Berkeley, Kalifornien, geboren und lebte anschließend in Richmond, Virginia, bevor er 2008 im Alter von 7 Jahren mit seiner Familie nach Israel auswanderte. Goldberg-Polin hat zwei jüngere Schwestern. Er besaß die israelische und die US-amerikanische Staatsbürgerschaft.
Berichten zufolge arbeitete Goldberg-Polin an einer Initiative, die Fußball nutzte, um israelische und palästinensische Kinder zusammenzubringen. Goldberg-Polin diente in den Israelischen Verteidigungsstreitkräften und beendete seinen Pflichtdienst im April 2023. Nach der Absolvierung seines Militärdienstes hatte er eine zweijährige Weltreise geplant, die in der letzten Dezemberwoche 2023 beginnen sollte, zweieinhalb Monate nach seiner Entführung.

### Verletzung und Entführung am 7. Oktober 2023

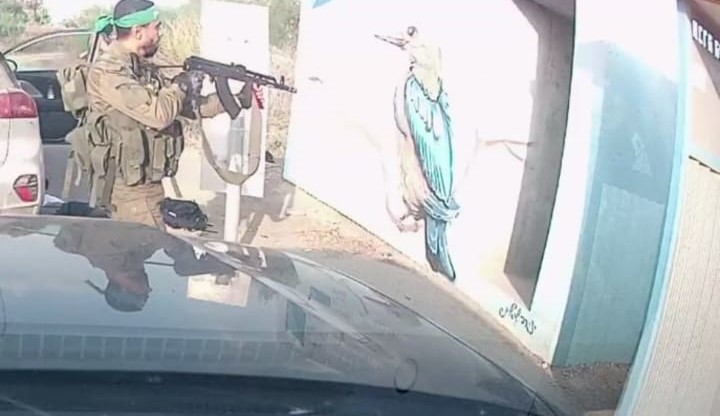
Schutzbunker, in dem Goldberg-Polin und ca. 30 weitere Personen Schutz suchten und von Hamas-Terroristen entweder getötet oder als Geiseln genommen wurden

Goldberg-Polin war 2023 auf dem Nova-Musikfestival bei Reʿim. Beim Angriff der Hamas auf das Nova-Musikfestival suchte Goldberg-Polin gemeinsam mit anderen Schutz in einer Art Bunker. Als die Hamas-Terroristen Granaten in den Bunker warfen, gelang es Goldberg-Polins Freund Aner Shapira, sieben Granaten hinauszuwerfen, bevor er von der achten Granate getötet wurde. Auch Goldberg-Polin versuchte, eine der Granaten wegzuschleudern. Doch sie explodierte, wodurch er seine Hand und einen Teil des Unterarms verlor.

### Geiselhaft
Im April 2024 tauchte in Sozialen Medien ein Video auf, das den damals 24-Jährigen mit amputiertem linken Arm zeigte. In dem Video wandte er sich an den israelischen Regierungschef Benjamin Netanyahu und klagte – vermutlich unter Zwang – unter anderem, dass die Geiseln „im Stich gelassen“ worden seien.

### Tod
Im Zuge einer Befreiungsoperation im Gazastreifen fand die israelische Armee Ende August 2024 die Leichen von sechs Gefangenen in einem unterirdischen Tunnel unter der Stadt Rafah. Neben Goldberg-Polin wurden auch die Leichen von Alexander Lobanov, Eden Jeruschalmi, Ori Danino und Almog Sarusi gefunden, die wie Goldberg-Polin auf dem Nova-Festival am 7. Oktober von der Hamas entführt worden waren. Das sechste Todesopfer, Carmel Gat, war in dem nahegelegenen Kibbuz Be’eri entführt worden.

### Solidarität

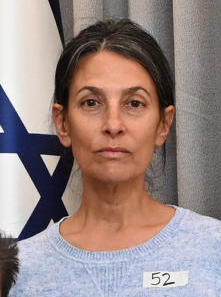
Rachel Goldberg-Polin schrieb täglich die Anzahl der Tage, die ihr Sohn in Geiselhaft war, auf einen Klebestreifen.

Auf dem Wahlkampf-Parteitag der Demokratischen Partei der USA in Chicago Ende August 2024 sprachen seine Eltern zu den Delegierten. Seine Mutter verwies darauf, dass unter den Geiseln acht amerikanische Staatsbürger seien, wovon einer ihr Sohn sei. Sein Vater Jon Polin rief eindringlich zu einer Waffenruhe zwischen Israel und der Hamas auf und ging auch auf die katastrophale Lage im Gazastreifen ein. In dem durch die Palästinenser bewohnten Gebiet herrsche durch die von Israel gestartete Militäroffensive „Verzweiflung“, sagte er. Im Wettstreit der Schmerzen gebe es keine Gewinner.
Am 28. August 2024 versammelten sich viele Menschen, und auch seine Familie, im Kibbuz Nirim an der Grenze zum Gazastreifen, wo sie per Lautsprecherdurchsagen auf sich aufmerksam machten. Seine Mutter sagte dabei, er solle stark bleiben und sie bete zu Gott, dass er zurückkommt.
Goldberg-Polin war in der Fanbewegung von Hapoel Jerusalem aktiv und Mitglied der Ultra-Gruppierung Brigade Malcha. Er war Fan des deutschen Fußballvereins Werder Bremen; seine Gruppe pflegt eine Fanfreundschaft zu Infamous Youth, einer der Ultra-Gruppen von Werder Bremen. Die Fans der Bremer hatten während seiner Geiselhaft immer wieder an Goldberg-Polin und die anderen von der Hamas entführten Geiseln erinnert und sich für ihre Freilassung eingesetzt. Die Ultra-Gruppierungen Caillera und Infamous Youth zeigten bei Spielen Banner unter anderem mit „Stay strong Hersh“ („Bleib stark Hersh“) im Fanblock. Die Fans solidarisierten sich mit allen Geiseln. Auch machten sie auf das Schicksal der für tot erklärten Inbar Haiman aufmerksam, die enges Mitglied der Fanszene von Maccabi Haifa und freundschaftlich mit der Gruppe Ultra Boys Bremen verbunden war.
Goldberg-Polin wurde am 2. September 2024 auf einem Friedhof in Jerusalem beigesetzt. Tausende von Menschen nahmen an der Beerdigung teil, darunter auch der israelische Präsident Isaac Herzog.